# Tom Bohli
Tom Bohli, né le 17 janvier 1994 à Gommiswald, est un coureur cycliste suisse. Il est notamment champion du monde de poursuite individuelle juniors et champion d'Europe de poursuite juniors.

## Biographie

### Jeunesse et carrière amateur
Tom Bohli naît le 17 janvier 1994 à Gommiswald en Suisse.
En catégorie junior, il est champion de Suisse sur route en 2011 puis, en 2012, réalise le doublé course en ligne-contre-la-montre aux championnats de Suisse et remporte le championnat du monde et le championnat d'Europe de poursuite juniors. Il est désigné meilleur espoir suisse de l'année par Swiss Cycling.
En 2013 il rejoint l'équipe suisse BMC Development, réserve de l'équipe professionnelle BMC Racing.

### Carrière professionnelle
Il intègre BMC Racing en tant que stagiaire à partir d'août 2015,, puis devient professionnel dans cette équipe en 2016.
Il obtient sa première victoire en mars 2016, à l'occasion du prologue des Trois Jours de Flandre-Occidentale. Il continue de bien figurer en contre-la-montre, terminant troisième d'étape aux Trois Jours de La Panne dans le même temps que Tony Martin et Maciej Bodnar, et troisième du prologue du Tour de Luxembourg. En fin de saison, il remporte le contre-la-montre par équipes de l'Eneco Tour avec ses coéquipiers de BMC, puis participe une dernière fois aux championnats du monde sur route avec l'équipe suisse espoirs. Il prend la huitième place du contre-la-montre.
En début d'année 2017, il fait partie de la sélection BMC qui s'adjuge le contre-la-montre par équipes du Tour de la Communauté valencienne. Il est ensuite meilleur jeune du Tour du Haut-Var, son premier maillot distinctif. La suite de sa saison est perturbée par « plusieurs maladies et infections ». Il prend la huitième place du prologue du Tour de Romandie et la quatrième place du championnat de Suisse contre-la-montre, résultat qu'il juge décevant. Il subit une opération à une fesse en juillet et met fin à sa saison en août, ne s'estimant pas encore rétabli.
Au printemps 2018, Tom Bohli prend la deuxième place du prologue du Tour de Romandie. Longtemps en tête du classement provisoire, il est devancé d'une seconde par Michael Matthews.
En 2020, il est sélectionné pour représenter son pays aux championnats d'Europe de cyclisme sur route organisés à Plouay dans le Morbihan.
En avril 2022, il participe au Tour des Flandres, où il est membre de l'échappée du jour. En fin de saison, son contrat avec Cofidis n'est pas renouvelé, il quitte la formation française.
Il arrête sa carrière à la fin de la saison 2024.

## Palmarès sur piste

### Championnats du monde
| Édition / Épreuve              | Poursuite individuelle | Poursuite par équipes |
| Invercargill 2012 (juniors)    | Or                     |                       |
| Cali 2014                      | 13e                    | 6e                    |
| Saint-Quentin-en-Yvelines 2015 | 15e                    |                       |

### Coupe du monde
- 2012-2013
  - 2e de la poursuite par équipes à Aguascalientes

### Championnats d'Europe
| Édition / Épreuve      | Poursuite individuelle | Poursuite par équipes                              | Course aux points |
| Anadia 2012 (juniors)  | Or                     |                                                    | Argent            |
| Anadia 2013 (espoirs)  |                        | Or (avec Théry Schir, Frank Pasche et Stefan Küng) |                   |
| Anadia 2014 (espoirs)  | Bronze                 | Or (avec Théry Schir, Frank Pasche et Stefan Küng) |                   |
| Athènes 2015 (espoirs) | Argent                 | Argent                                             |                   |

### Championnats nationaux
- 2012
  -  Champion de Suisse de l'omnium juniors
- 2014
  -  Champion de Suisse de poursuite individuelle[9]

## Palmarès sur route

### Palmarès amateur
| - 2009 - 2e du Prix des Vins Henri Valloton débutants - 2010 - 2e du championnat de Suisse sur route débutants - 2011 - Champion de Suisse sur route juniors - Prologue du Tour du Pays de Vaud - 4e étape du Grand Prix Rüebliland - 2e du Tour de Berne juniors - 3e du Prix des Vins Henri Valloton juniors - 2012 - Champion de Suisse sur route juniors - Champion de Suisse du contre-la-montre juniors - Prix des Vins Henri Valloton juniors - 3e étape du Tour du Pays de Vaud - 2e du Giro del Mendrisiotto juniors - 3e du Grand Prix Rüebliland - 8e du championnat du monde sur route juniors | - 2013 - Champion de Suisse de la montagne espoirs - Grand Prix de Lucerne - 2014 - 2e du championnat de Suisse du contre-la-montre espoirs - 8e du championnat d'Europe du contre-la-montre espoirs - 9e du championnat d'Europe sur route espoirs - 2015 - Prologue du Tour de Normandie - Tour de Berne - 2e du championnat de Suisse du contre-la-montre espoirs - 2016 - 8e du championnat du monde du contre-la-montre espoirs |

### Palmarès professionnel
- 2016
  - Prologue des Trois Jours de Flandre-Occidentale
  - 5e étape de l'Eneco Tour (contre-la-montre par équipes)
- 2017
  - 1re étape du Tour de la Communauté valencienne (contre-la-montre par équipes)
- 2018
  - 3e du championnat de Suisse du contre-la-montre
- 2024
  - 3e du ZLM Tour

### Résultats sur les grands tours

#### Tour d'Italie
1 participation
- 2019 : 139e

### Classements mondiaux
| Année                                 | 2014 | 2015 | 2016 | 2017  | 2018 | 2019  | 2020  | 2021  | 2022 | 2023 | 2024 |
| ------------------------------------- | ---- | ---- | ---- | ----- | ---- | ----- | ----- | ----- | ---- | ---- | ---- |
| UCI World Tour                        |      |      | nc   | 276e  | 274e |       |       |       |      |      |      |
| Classement mondial                    |      |      | 624e | 939e  | 709e | 1055e | 1413e | 1988e | 681e | nc   | 669e |
| UCI Europe Tour                       | 492e | 181e | 600e | 1027e | 608e | 754e  | 1063e | 1346e | 526e | nc   | nc   |
| UCI Asia Tour                         | nc   | nc   | 206e | nc    | nc   |       |       |       |      |      |      |
| UCI America Tour                      | nc   | 359e | nc   | nc    | 341e |       |       |       |      |      |      |
|                                       |      |      |      |       |      |       |       |       |      |      |      |
| Légende : nc = non classéSource : UCI |      |      |      |       |      |       |       |       |      |      |      |

## Distinction
- Meilleur espoir suisse de l'année : 2012